# Leiophron digoneutis
Leiophron digoneutis är en stekelart som först beskrevs av Loan 1973.  Leiophron digoneutis ingår i släktet Leiophron och familjen bracksteklar. Inga underarter finns listade i Catalogue of Life.